# Battonya
Battonya – miasto na Węgrzech, w Komitacie Békés, w powiecie Mezőkovácsháza.